# Planchonella maingayi
Planchonella maingayi là một loài thực vật có hoa trong họ Hồng xiêm. Loài này được (C.B.Clarke) P.Royen miêu tả khoa học đầu tiên năm 1957.